# Dodekablennos fraseri
Dodekablennos fraseri és una espècie de peix de la família dels blènnids i de l'ordre dels perciformes.

## Reproducció
És ovípar.

## Hàbitat
És un peix marí de clima tropical que viu entre 0-2 m de fondària.

## Distribució geogràfica
Es troba a Reunió i Maurici.